# Protogautieria substriata
Protogautieria substriata är en svampart som beskrevs av Thiers 1979. Protogautieria substriata ingår i släktet Protogautieria och familjen Gomphaceae.   Inga underarter finns listade i Catalogue of Life.